# ولکم (کارولینای جنوبی)
ولکم(به انگلیسی: Welcome) شهری در ایالت کارولینای جنوبی کشور ایالات متحده آمریکا است که جمعیت آن در سرشماری سال ۲۰۱۰ میلادی، ۶٬۶۶۸ نفر بوده‌است.